# Sałamianka
Sałamianka (biał. Саламянка, Sałamianka; ros. Соломянка, Sołomianka) – wieś na Białorusi, w obwodzie grodzieńskim, w rejonie grodzieńskim, w sielsowiecie Porzecze.
Dawniej folwark. W dwudziestoleciu międzywojennym wieś leżała w Polsce, w województwie białostockim, w powiecie grodzieńskim.